# Муураме
Муураме (фин. Muurame) — община в провинции Центральная Финляндия, Финляндия. Общая площадь территории — 194,05 км², из которых 49,99 км² — вода.

## Демография
На 31 января 2011 года в общине Муураме проживают 9277 человек: 4672 мужчины и 4605 женщин.
Финский язык является родным для 98,8% жителей, шведский — для 0,12%. Прочие языки являются родными для 1,07% жителей общины.
Возрастной состав населения:
- до 14 лет — 22,53%
- от 15 до 64 лет — 64,82%
- от 65 лет — 12,43%

Изменение численности населения по годам:
| Год  | Численность |
| ---- | ----------- |
| 1980 | 4799        |
| 1990 | 6580        |
| 2000 | 8101        |
| 2010 | 9256        |
| 2011 | 9277        |